# Oh Hyeon-jeong
Oh Hyeon-jeong (Corea del Sur, 10 de marzo de 1988) es una árbitra de fútbol surcoreana internacional desde 2015.

## Participaciones
Ha participado en los siguientes torneos:
- Copa Asiática Femenina de la AFC de 2018
- Copa Asiática Femenina de la AFC de 2022
- Torneo Maurice Revello de 2022
- Copa Mundial Femenina de Fútbol Sub-17 de 2022
- Copa Mundial Femenina de Fútbol de 2023
- Copa Mundial Femenina de Fútbol Sub-20 de 2024